# Gesù in croce tra i ladroni
Gesù in croce tra i due ladroni (Christus aan het kruis tussen de twee moordenaars), conosciuto anche col titolo Il colpo di lancia (De lanssteek), è un dipinto a olio su tavola (424x310 cm) realizzato nel 1620 dal pittore Peter Paul Rubens.
È conservato nel Museo reale di belle arti di Anversa.